# Драматичен театър „Сава Огнянов“
Драматичният театър „Сава Огнянов“ в Русе е разположен в Доходното здание. Театърът носи името на известния български актьор и режисьор Сава Огнянов.

## История
Началото е през 1907 г., когато се сформира градски любителски театър, който по-късно става професионален. И преди 1907 г. е имало различни театрални трупи в града, но са били доста непостоянни в дейността си.

## Творци, чиято кариера е с начало в Русенския театър
- Леон Даниел, режисьор
- Стоян Камбарев
- Маргарита Младенова
- Георги Каракашев, сценограф
- Петър Денчев, режисьор

Актьори:
- Иван Кондов
- Спас Джонев
- Татяна Лолова
- Николай Бинев
- Катя Зехирева
- Невена Коканова
- Елена Стефанова
- Лора Кремен

## Дългогодишни участници в състава на театъра
Режисьори:
- Слави Шкаров
- Стоян Камбарев

Сценографи:
- Цанко Войнов
- Виолета Радкова

Драматурзи:
- Василен Васев
- Крум Гергицов

Актьори:
- Георги Георгиев – Гец
- Елисавета Морфова
- Цветана Николова
- Любен Попов
- Елена Стефанова
- Константин Димчев
- Васил Попилиев
- Миланка Петрова
- Минко Минков
- Климент Михайлов
- Никола Чиприянов
- Георги Стефанов
- Иван Самоковлиев[2]
- Николай Ангелов - Микей
- Венцислав Петков
- Любомир Кънев
- Марияна Крумова
- Косьо Станев